# オリンピックのスポーツクライミング競技
オリンピックのスポーツクライミング競技（オリンピックのスポーツクライミングきょうぎ）は、オリンピックで実施されているスポーツクライミング競技である。

## 概要
2020年東京オリンピックより開催都市提案の追加種目として実施され、2024年パリオリンピックでも引き続き追加種目として実施される。2028年ロサンゼルスオリンピックではイニシャル競技に昇格となった。
東京オリンピックでは、スピード・ボルダリング・リードの3つによる複合種目として男女2種目が実施された。パリオリンピックでは、独立して行われるスピード種目とボルダリング・リードの複合種目の男女計4種目が実施された。ロサンゼルスオリンピックではボルダリングとリードが分離し男女計6種目を実施。

## 各大会の実施種目
A:追加種目、●:イニシャル競技
| 種目＼年         | 2020 | 2024 | 2028 |
| ---------------- | ---- | ---- | ---- |
| 男子複合         | A    | A    |      |
| 男子スピード     |      | A    | ●    |
| 男子ボルダリング |      |      | ●    |
| 男子リード       |      |      | ●    |
| 女子複合         | A    | A    |      |
| 女子スピード     |      | A    | ●    |
| 女子ボルダリング |      |      | ●    |
| 女子リード       |      |      | ●    |
| 種目数           | 2    | 4    | 6    |

## メダル獲得数の国別一覧
| 順   | 国・地域             | 金 | 銀 | 銅 | 計 |
| ---- | -------------------- | -- | -- | -- | -- |
| 1    | スペイン (ESP)       | 1  | 0  | 0  | 1  |
| 1    | スロベニア (SLO)     | 1  | 0  | 0  | 1  |
| 3    | 日本 (JPN)           | 0  | 1  | 1  | 2  |
| 4    | アメリカ合衆国 (USA) | 0  | 1  | 0  | 1  |
| 5    | オーストリア (AUT)   | 0  | 0  | 1  | 1  |
| 合計 | 合計                 | 2  | 2  | 2  | 6  |